# Prawez

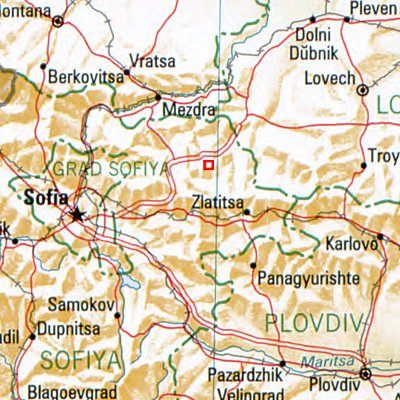
Prawez (rotes Viereck) – Bulgarien – Nachbarorte: Sofia, Slatiza, Mesdra, Berkowiza, Wraza, Lowetsch, Karlowo, Panagjurischte

Prawez Stadtwappen

Prawez im Frühjahr

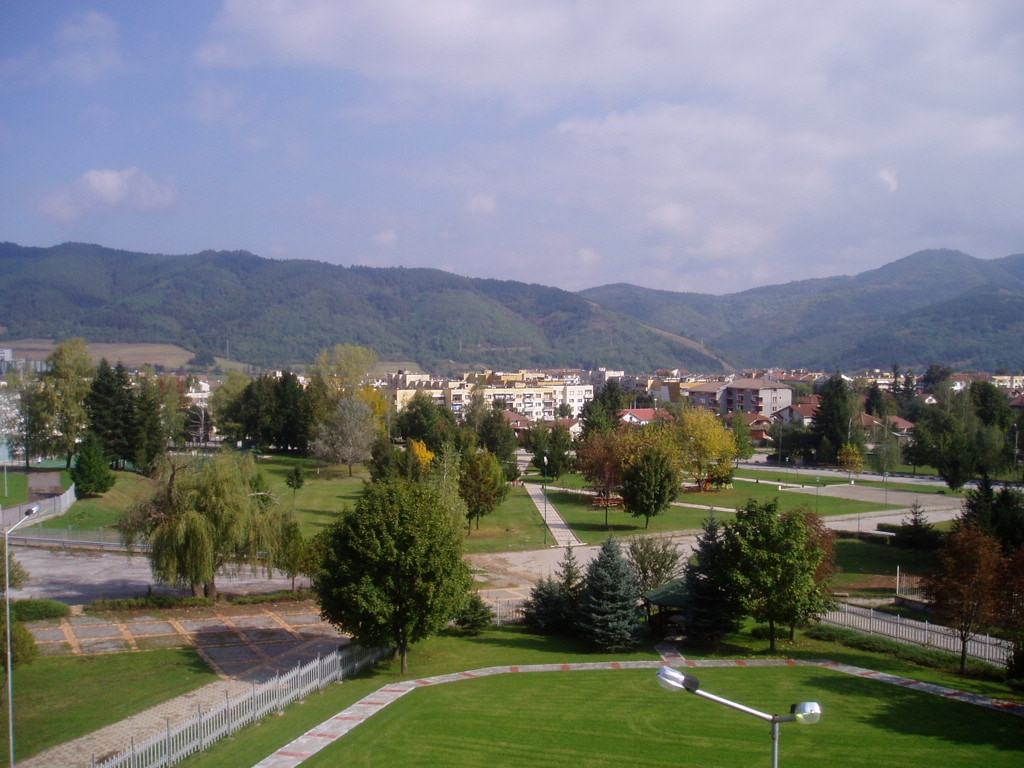
Prawez im Sommer

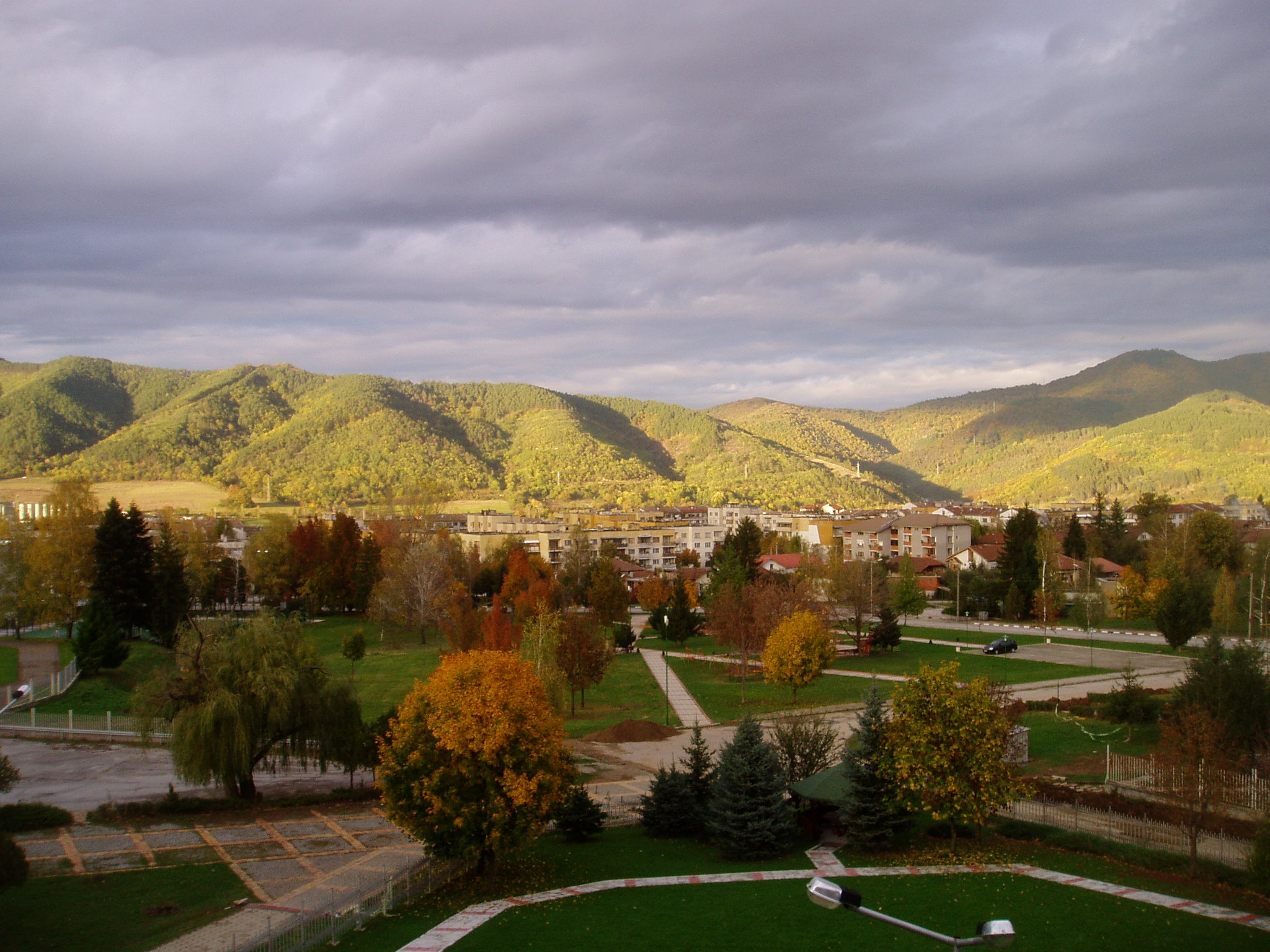
Prawez im Herbst

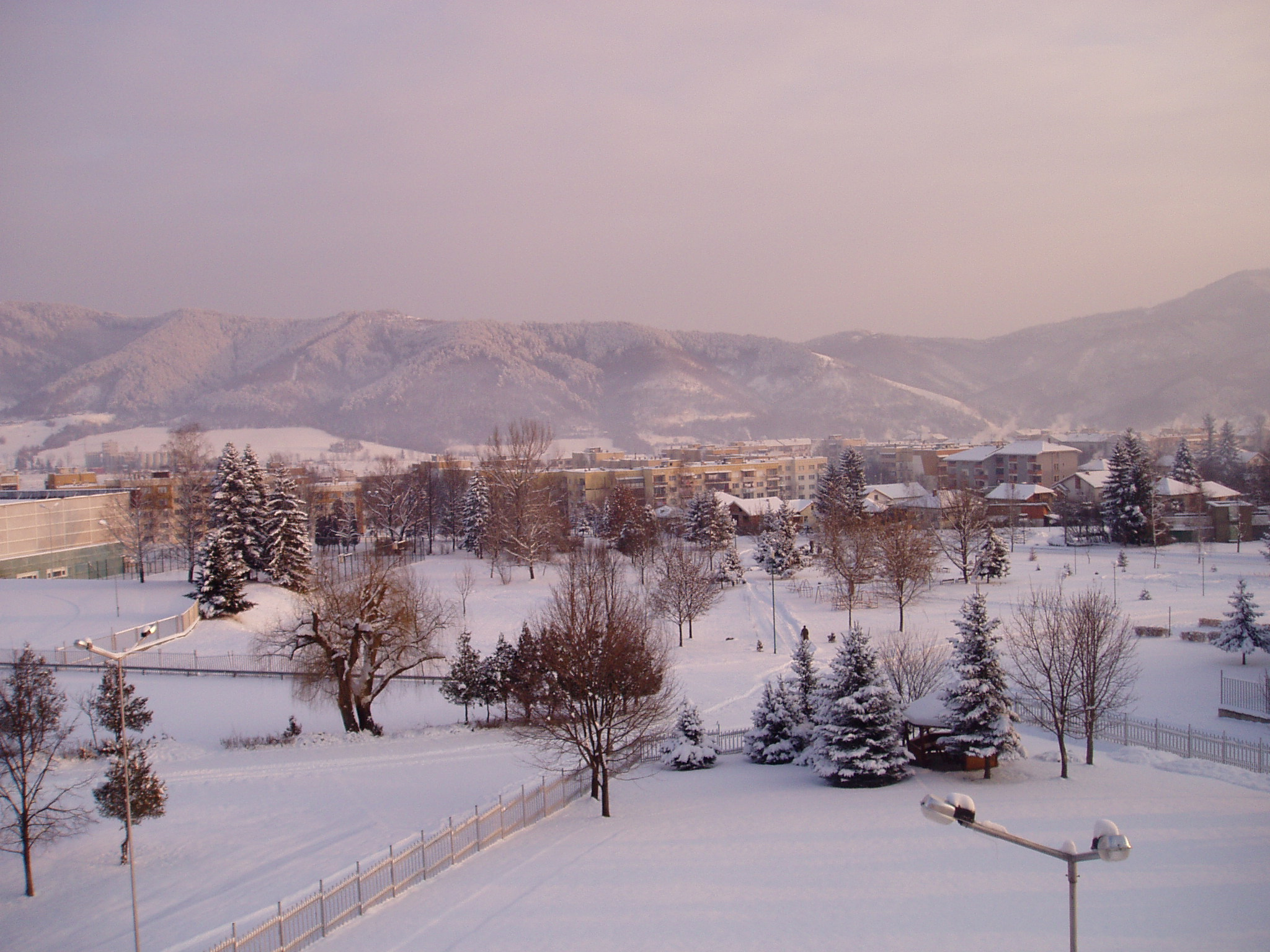
Prawez im Winter

Prawez [ˈpravɛts] (bulgarisch Правец) ist eine Kleinstadt in Westbulgarien. Der Name der Stadt kommt vom altbulgarischen Wort „правьць“ (Prawaz) – „richtiger Weg“ (heutiges Bulgarisch: прав път).

## Lage
Prawez liegt 60 km nordöstlich der Hauptstadt Sofia, 11 km von Botewgrad, in der Nähe der Stadt Etropole. Die Stadt ist das administrative Zentrum der gleichnamigen Gemeinde.
Die Stadt liegt im gleichnamigen Talkessel Prawez (bulg. Правешка котловина), der vor starken Winden schützt und für ein relativ mildes Klima sorgt. Die Devise im Stadtwappen – auf dem rechten Weg nach oben (по правия път нагоре) – spielt auf die Lage im Gebirge und den alten Namen der Stadt an. Prawez heißt – auf altbulgarisch – richtiger Weg („прав път“).

## Gemeindegliederung
Die Gemeinde Prawez gliedert sich wie folgt auf:
| - Widrare - Dschurowo - Kalugerowo - Manaselka Reka - Osikowiza - Osikowska Lakawiza | - Prawez - Praweschka Lakawiza - Rawnischte - Rasliw - Swode |

## Geschichte

### Antike und Mittelalter
Von der alten Geschichte der Stadt zeugen Gräber und Festungsruinen aus thrakischer Zeit. Sie liegen in der Gegend Gradischte (bulg. Градище) auf den Erhebungen des Kamitscheto (bulg. Камичето) im (sehr kleinen) Bilo-Gebirge (bulg. Било планина) sowie auf dem Borowez-Gipfel (bulg. връх Боровéц) der Lakawischki-Anhöhe (bulg. Лакавишкия рид) und auf dem Ostroma-Gipfel (bulg. връх Острома) der gleichnamigen Ostroma-Anhöhe (bulg. Остромски рид). Weitere alte Zeugnisse sind römische Straßen und Brücken in der Umgebung.
Die ersten Materialspuren stammen wahrscheinlich von der Zivilisation des thrakischen Stammes der Triballer.
Die Truppen des makedonischen Königs Philipp II. zogen nach ihrem Sieg gegen die Skythen auf ihrem Rückweg nach Makedonien im Jahr 339 v. Chr. durch diese Gegend. Die örtlichen Stämme überfielen Philipps makedonische Truppen in den engen Gebirgsschluchten, verwundeten dabei auch Philipp II. und nahmen ihnen ihre Kriegsbeute ab.
Hier befanden sich auch die Gebirgspässe, über die die Armeen des byzantinischen Kaisers Isaak II. Angelos marschiert waren, um 1188 gegen die bulgarischen Zaren aus der Dynastie der Asseniden zu kämpfen, die sich mit ihren Truppen in der Festung in Lowetsch verschanzt hatten, und um – während der Kriegszüge gegen Makedonien – gegen die Zaren aus Tarnowo zu kämpfen (z. B. 1330 – gegen Michail III. Schischman).
Die archäologischen Funde aus der Spätantike und dem Mittelalter deuten auf eine Kontinuität in den Lebensbedingungen und den demografischen und wirtschaftlichen Verhältnissen hin. Zu dieser Zeit erfüllten die Festungen von Gradischte (bulg. Градище), Borowez (bulg. Боровец) und Ostroma (bulg. Острома) eine wichtige Schutz- und Kommunikationsfunktion im Befestigungssystem der Stara Planina.
Die Gegend um Prawez war während der osmanischen Eroberung Bulgariens einer der letzten Widerstandherde gegen die Osmanen.
In der Nähe steht die historische Festung Boschenischki Urwitsch (bulg. Боженишки Урвич), die von Sebastokrator Ognjan für seinen Zaren Iwan Schischman (herrschte in Weliko Tarnowo von 1371 bis 1395) verteidigt wurde.
Aus dieser Zeit stammt auch eine Felseninschrift – „вярата на Шишмана царя“ (sinngemäß: „Den Glauben des Zaren Schischman“).

### Osmanische Herrschaft
Die Geschichte und der Name der Stadt sind eng mit den benachbarten Gebirgspässen und den beiden wichtigen Fernwegen verbunden. Der eine Weg führte von Widin über Prawez nach Sofia und weiter nach Makedonien. Der andere Weg führte im späten Mittelalter und den ersten Jahrhunderten der osmanischen Herrschaft in Bulgarien von Sofia zur osmanisch beherrschten Stadt Nikopol.
Die ersten schriftlichen Dokumente, aus denen das Bestehen der Siedlung Prawez hervorgeht, stammen aus der 2. Hälfte des 15. Jahrhunderts. Der erste Eintrag in einem osmanischen Tımar-Register des Sandschaks Nikopol ist um das 1475 zu datieren. Der zweite Eintrag stammt aus dem späten Ende des 15. Jahrhunderts. Aus einem noch älteren Tımar-Register, in dem die Tımars des Sandschaks aufgezählt sind, kann man schließen, dass die Siedlung auch 1431 bereits bestanden hat.
In den Tımar-Registern lautet die erste Erwähnung des Namens der Siedlung Bravic – der ins türkische übertragene Eigenname von Prawez. Auch der Name Osikovica war für das Tımar gebräuchlich – ein Nachbardorf von Prawez. Das Register überliefert, dass die Bewohner dafür zuständig sind, mit einer Gruppe den Eingang (bei Prawez) und einer zweiten Gruppe den Ausgang der Gebirgsschlucht (bei Osikowiza - Осиковица - heute ein Dort mit 400 Einwohnern) zu bewachen.
Prawez war dem Osmanischen Reich gegenüber verpflichtet, einheimische Hilfstruppen zu stellen. Diese Truppen aus den eroberten Völkern mussten für die Osmanen Wege und Gebirgspässe bewachen.
Sie begleiteten Karawanen und osmanische Truppen über gefährliche Wegabschnitte. Dafür waren sie von einigen Steuern befreit und besaßen das Recht, Waffen zu tragen.
Während der ersten Jahrhunderte der osmanischen Herrschaft lag das Dorf Prawez an den südwestlichen Hängen der Erhebung „Tscherkowischte“ (Черковище) der Ostromski-Anhöhe, genau oberhalb der Stelle, an der der Weg nach Russe und Warna und der Fluss Witomeriza (Витомерица) in die Gebirgsschlucht Lakawisch (Лакавишка клисура) eintreten.
Die Bewohner waren verpflichtet, auf dem nahe gelegenen Gipfel Straschka Mogila (Стражка могила) eine Wache aufzustellen, um den Verkehr in der Gebirgsschlucht des Karascha-Gebirges (планина Караджа - heute: Lakawiza - Лакавица) zu kontrollieren (Derwendschi). Dazu wurde auf dem Gipfel eine Hütte errichtet. Mit Trommelzeichen wurde den Reisenden signalisiert, dass man sie gesehen habe und dass der Weg durch die Gebirgsschlucht sicher sei. Zusätzlich musste die Bevölkerung des Dorfes den Reisenden bei der Überwindung der schwierigen Wegabschnitte behilflich sein, indem sie Zugtiere aus dem Dorf mit einspannten oder selbst mit Hand anlegten.
Als Gegenleistung für diese Wachdienste waren diese einheimischen Hilfstruppen (praktisch das gesamte Dorf) von einigen Steuern befreit. Sie blieben allerdings in das Tımar-Abgabesystem integriert. Diesen Status behielt das Dorf bis zur Mitte des 18. Jahrhunderts bei.
Die von der osmanischen Obrigkeit garantierten Steuererleichterungen und die innere Autonomie des Hilfstruppen-Dorfes Prawez sowie ihr Recht, Waffen zu tragen, begünstigte das Wachstum und den Wohlstand des Ortes. Die Türken nannten das Dorf „Goldenes Prawez“ (алтън Бравча - Altin Brawtscha).
Aus den Anmerkungen zu einem Evangelium aus dem Jahre 1573 (geschrieben im Dorf Gorna Mitropolija - Горна Митрополия) geht hervor, dass es in Prawez eine christliche Kirche gab. Die Randnotiz stammt aus dem Jahre 1669 und besagt, dass Oma Dea aus dem Dorf Prawez das fragliche Evangelium für die örtliche Kirche Wsi Sweti (Вси Светии) gekauft hat.
Das kleine Bergstädtchen Etropole mit seinen Erzminen hatte während der osmanischen Herrschaft einen bedeutenden Einfluss auf die Entwicklung von Prawez. Die Nähe der beiden Orte und der verbindende Handelsweg Widin-Sofia-Bitola (Makedonien) trägt zur engen wirtschaftlichen Verbindung und zur gegenseitigen ökonomischen Ergänzung beider Orte bei.
Während in Etropole der Bergbau florierte (Eisen, Kupfer, Gold, Silber, im 16. Jahrhundert siedelten sich Sachsen an, die neue Bergbautechnologien mitbrachten), entwickelten sich in Prawez die dazugehörigen Handwerke wie Gießereien, Schmieden, Waffenwerkstätten, Köhlereien und Goldschmieden.
Das nahegelegene Kloster von Etropole (Св. Троица - Heilige Dreifaltigkeit) trug während der 500-jährigen osmanischen Herrschaft zur Erhaltung der bulgarischen Kultur und nationalen Identität bei. Dieses Kloster war nach dem Rilakloster eines der wichtigsten nationalen bulgarischen identitätsstiftenden Zentren. Im Kloster von Etropole wurde die bekannte kalligrafisch-künstlerische Buchschule von Etropole gepflegt.
Eine Reihe von politischen und sozialen Erschütterungen im 16. und 17. Jahrhundert trugen neben verschiedenen Naturereignissen zum ökonomischen Niedergang und zu schwerwiegenden kulturellen Veränderungen der Stadt bei.
Dazu gehörte die Islamisierung, das Niederbrennen der Dörfer und des Klosters in Schleba (Жлебà) im Talkessel von Botewgrad (Ботевградска котловина) im Jahre 1636, die Repressionen durch die osmanische Obrigkeit nach dem zweiten Aufstand in Weliko Tarnowo im Jahre 1686, die sich verschlimmernden klimatischen Bedingungen im 17. Jahrhundert, ein zerstörerisches Erdbeben Mitte des 18. Jahrhunderts, die Pestepidemien von 1749 und 1771, die Zerstörung von Kardschali 1792 und 1794 (einige Jahre später nochmals) sowie die Erschöpfung der erreichbaren Erzminen in Etropol (Etropol-Gebirge - Етрополски балкан).
Parallel dazu war ein Niedergang des metallverarbeitenden Handwerks zu verzeichnen, der die Bevölkerung zwang, sich einen neuen Lebensunterhalt in der Landwirtschaft und der Viehhaltung – meist Schafzucht – zu suchen. In der Folge entwickelte sich das verbliebene Handwerk in Richtung Fell- und Lederverarbeitung und Schuhindustrie. Damit verbunden war eine starke Abwanderung aus der Altstadt von Prawez und eine Zersiedelung des gesamten Talkessels von Prawez – in den weiten Grenzen der heutigen Stadt.
Prawez erholte sich schnell von den katastrophalen wirtschaftlichen und gesellschaftlichen Beben, die das westliche Osmanische Reich nach den Raubzügen und Verwüstungen in Kardschali erschütterten.
Die Bürger von Prawez organisierten eine freiwillige Bürgerwehr, um sich zu schützen. Sie gewährten der aus Kardschali geflohenen Bevölkerung Schutz.
Nach dem Krimkrieg von 1856 lehnten sich die Bewohner von Prawez unter ihren Anführern Iltscho Blagow (Илчо Благов) und Stamen Walkow (Стамен Вълков) gegen den Frondienst auf. Trotz der Repressionen durch die osmanische Obrigkeit wurde der Frondienst danach nie wieder eingeführt.
Während der Bulgarischen Wiedergeburt wurde 1820 eine der ersten Schulen dieser Gegend (Klosterschule - килийно училище) in Prawez eröffnet. Auf den Ruinen der während der Kardschali-Unruhen zerstörten Kirche wurde 1853 eine neue Kirche errichtet. 1866 wurde das zerstörte Kloster Hl. Todor Tiron (Св. Тодор Тирон) in der Nähe von Prawez wieder aufgebaut.
Der Etropoler Gebirgsübergang wurde als Haupttransportweg aufgegeben. Er verband Nordbulgarien über das Balkangebirge mit Südwestbulgarien. Als Ersatz wurde 1866 der Midchadow-Weg (Мидхадов път) angelegt. Er stellt die neue Verbindung von Sofia nach Russe dar und führte bei Prawez durch die Arabakonasch-Schlucht (Арабаконашкия проход) und die Lekawischka Klisura (Лакавишката клисура). Die Bürger von Prawez bauten an diesem neuen Weg, am nördlichen Rand des Dorfes, eine Reihe von Gasthöfen (Prawez-Tschpilinski-Wirtshäuser - Правешко-чепилските ханове). Für einige Jahrzehnte wurden die Gasthäuser zur Haupteinnahmequelle für viele Bewohner von Prawez.
Wasil Lewski hat 1870 eines der bulgarischen Revolutionskomitees (Ruschid Chodschoolu - революционен комитет „Рушид Ходжоолу“) gegründet, das in der Folgezeit eines der aktivsten Komitees der inneren Revolutionsorganisation (bulg. Вътрешната революционна организация) war. Die Aktivisten dieses Komitees waren Zwetko Walkow (Цветко Вълков), Prodan Zolkow Tabaka (Продан Цолов Табака), Iltscho Tabaka (Илчо Табака) und Sawo Walkow (Саво Вълков). Wassil Lewski („der Apostel der Freiheit“) war zweimal in der Prawez. Hier wurden wichtige Fragen der Befreiungsbewegung erörtert, wie z. B. der Aufstand in Makedonien.

### Nach 1878
Der russisch-türkische Krieg, der zum Ende der osmanischen Herrschaft über Bulgarien führte (s. Befreiung Bulgariens), brachte am 10. und 11. November 1877 eine schwere Gebirgsschlacht bei Prawez. Die angreifenden russischen Truppen unter General Gurko (Гурко) trafen auf die verschanzten türkischen Truppen unter Mechmed Ali Pascha. Nachdem die Truppen aus dieser wichtigen strategischen Position von den Russen verdrängt worden waren, war der Weg nach Sofia frei.
Nach dem Ende der osmanischen Herrschaft (1878) war Prawez das größte Dorf in der Umgebung von Botewgrad (früher: Orchanie - Орхание), mit einer Bevölkerung von 2.273 Einwohnern (1881), dicht gefolgt von Etropole, Trojan und Tetewen.
Die Wirtschaft bestand vor allem aus Landwirtschaft und Handel. Besonders der Obstanbau war entwickelt. Der Prawezer Pflaumenschnaps (Sliwowa) war bekannt. Das Dorf verfiel jedoch allmählich und viele Bewohner siedelten nach Botewgrad, in die Städte der Donauebene und nach Sofia um, einige auch in die Dobrudscha (nach Isperich und Dulowo). 1956 gab es nur noch 941 Einwohner.
Der Personenkult um den kommunistischen Parteichef Todor Schiwkow (1911–1998), der hier geboren wurde, strahlte auch auf seinen Geburtsort ab und führte zu seinem wirtschaftlichen Wiederaufstieg und zur Wandlung des bäuerlich geprägten Dorfes in eine sozialistisch geprägte industrielle Kleinstadt. In diesem Zusammenhang ist auch der Bau der ersten bulgarischen Computerfabrik in Prawez (1982) zu sehen. Die dort produzierten Computer hießen ebenfalls Prawez. Die Computerfabrik ist seit Mitte der 1990er Jahre stillgelegt.
Vielleicht auch als Folge dieses Personenkultes erhielt Prawez 1981 das Stadtrecht – aus Anlass der Feierlichkeiten zum 1.300-jährigen Bestehen Bulgariens. Das dabei verliehene Stadtwappen zeigt hauptsächlich das Geburtshaus von Todor Schiwkow. Die Stadt hat heute ein anderes Wappen.
Ob der heutige Bürgermeister wegen des gleichen Familiennamens ein entfernter Verwandter von Todor Schiwkow is, wird von der bulgarischen Presse teils bestritten, teils behauptet.

### Heute
Heute beherbergt die Stadt einen Campus der City University, Washington und zwei Gymnasien (Sprachgymnasium, technisches Gymnasium). Das Sprachgymnasium hat je Jahrgang zwei Englischklassen, zwei Französischklassen und eine Deutschklasse. Ab der 8. Klasse kommt ein für bulgarische Gymnasien übliches Berufsausbildungsfach dazu (hier: Hotellerie, Fremdenführer). Das technische Gymnasium ist auf Computersysteme und Computertechnologie spezialisiert.

## Persönlichkeiten
Die meisten Bulgaren verbinden die Stadt mit der Computerproduktion und dem Geburtsort von Todor Schiwkow, der das Land 28 Jahre unter der Führung der Bulgarischen Kommunistischen Partei regierte.